# Río Espíritu Santo
Río Espíritu Santo är ett vattendrag i Bolivia.   Det ligger i departementet Cochabamba, i den centrala delen av landet, 230 km norr om huvudstaden Sucre.
I omgivningarna runt Río Espíritu Santo växer i huvudsak städsegrön lövskog. Runt Río Espíritu Santo är det glesbefolkat, med 12 invånare per kvadratkilometer.